# In nome della violenza
In nome della violenza (You never know with women) è un romanzo giallo scritto nel 1963 da James Hadley Chase. È il numero 156 della serie I Classici del Giallo Mondadori.
Il libro è stato tradotto in francese, finlandese, italiano, spagnolo e numerose altre lingue.

## Trama
Floyd Jackson un investigatore privato, viene reclutato da Gorman (un organizzatore di feste illegali per la società bene), con il compito di scambiare un pugnale di grande valore con un portacipria. Il motivo di ciò è che durante una delle serate organizzate da Gorman, Veda Rux (una delle spogliarelliste di Gorman) soffrendo di sonnambulismo, ha scambiato il proprio portacipria con il pugnale all'interno della cassaforte del cliente della festa. Sulle prime l'investigatore non crede alla storia raccontatagli, ma viene poi convinto dalla forte somma di denaro propostagli come compenso, decide di accettare il "lavoro". 
Il giorno seguente Gorman manda a prelevare Jackson dal socio Dominic Parker Boyd per portarlo nella sua villa e poter pianificare il colpo. Nei giorni trascorsi nella villa Jackson incontra Veda Rux (la spogliarellista dello scambio) nei giardini della villa. La sera del colpo Dominic come da programma, porta Jackson al di fuori della villa per effettuare lo scambio. Il colpo prosegue senza intoppi fino al momento dello scambio, in quanto Jackson scopre che nel portacipria vi è nascosta una bomba a orologeria. Durante la fuga la bomba esplode causando la morte delle due guardie di sorveglianza.
Al ritorno dal colpo, Gorman intuisce immediatamente che nel colpo qualcosa è andato storto. Si fa raccontare da Jackson cosa è successo, ma non credendo alla sua storia raccontatagli, decide di legare e torturare Jackson per farsi raccontare dove il portacipria sia stato nascosto durante la fuga di Jackson. Gorman decide di assentarsi e Dominic resta solo con Jackson svenuto. Ad un tratto entra nella stanza la bella Veda che dopo aver distratto Dominic, lo colpisce alla testa facendolo svenire, libera Jackson e i due scappando dalla villa insieme. Jackson insieme a Veda vanno a rifugiarsi da Mick Casy, un suo vecchio amico, gestore di una bisca clandestina in grado di tenerli lontani da occhi indiscreti. Nel cercare la verità sul pugnale Jackson incontra Brett, il proprietario del pugnale. I due si mettono d'accordo per la riconsegna del pugnale nella tarda sera. 
Durante il pomeriggio Jackson decide di tornare da Gorman per farsi dare il pugnale per poterlo consegnare a Brett, Gorman accetta. Alla sera durante il percorso dal cancello all'ufficio di Brett, mentre Jackson cerca di recuperare il portacipria nascosto (che non trova) sente uno sparo. Accorre all'ufficio di Brett e lo trova morto, venendo visto dalla fidanzata del defunto che fa scattare l'allarme, decide di svignarsela e tornare da Casy e da Veda. Nei giorni seguenti decide di scoprire chi sia l'assassino di Brett, ma intanto Jackson e Veda si danno alla fuga verso il Messico. 
Una sera vengono scoperti da Otis l'autista di Gorman, Jackson e Veda riescono a disarmarlo e qualche sera dopo Veda in un momento di sonnambulismo uccide il giovane. Tra i due amanti scoppia una lite e si separano, ma l'investigatore vuole vederci chiaro e scopre che Veda altri non è che una ex rapinatrice di banche. Scopre inoltre che ha assassinato la vera Veda per potersi appropriare della sua identità. Dopo aver scoperto il nascondiglio della donna, informa la polizia di tutto. Arrivando a casa di lei i due hanno una colluttazione da cui lei rimane ferita mortalmente. I poliziotti pur conoscendo i dettagli e pur avendo modo di scagionare Jackson decidono di distruggere le prove e di spartirsi i contanti trovati nel nascondiglio.

## Edizioni
- James Hadley Chase, In nome della violenza, 1ª ed., Verona, I Neri Mondadori, 15 maggio 1964.